# Салим, Дар
Дар Салим (дат. Dar Salim; родился 18 августа 1977, Багдад, Ирак) — датский актёр. В 2008 году был номинирован на премию «Бодиль» за роль в фильме «Иди с миром, Джамиль», известен в первую очередь благодаря главной роли в картине Гая Ричи «Переводчик» (2023).

## Биография
Дар Салим родился в 1977 году в Ираке, с шести лет живёт в Дании. Он учился актёрскому мастерству в Англии и США, позже начал сниматься в датских фильмах и сериалах. Самые заметные его работы — роли в телесериалах «Мост» и «Игра престолов», в фильме «Иди с миром, Джамиль» (2008), за который Салим был номинирован на премию «Бодиль». В 2023 году актёр сыграл одну из главных ролей в фильме «Переводчик» Гая Ричи — переводчика Ахмеда. Ряд критиков высоко оценил эту работу.

## Фильмография
Кино
| Год  | Название             | Название в оригинале   | Роль              |
| ---- | -------------------- | ---------------------- | ----------------- |
| 2008 | Иди с миром, Джамиль | Gå med fred, Jamil     | Джамиль           |
| 2010 | Субмарино            | Submarino              | Горан             |
| 2011 | Двойник дьявола      | The Devil’s Double     | Аззам аль-Тикрити |
| 2012 | Заложники            | Kapringen              | Ларс Вестергор    |
| 2014 | Исход: Цари и боги   | Exodus: Gods and Kings | командир Хиан     |
| 2014 | Мёд в голове         | Honig im Kopf          | официант          |
| 2015 | Война                | Krigen                 | Наджиб Бисма      |
| 2022 | Чёрный краб          | Svart Krabba           | Малик             |
| 2022 | Любовь для взрослых  | Kærlighed for voksne   | Кристиан          |
| 2023 | Переводчик           | The Covenant           | Ахмед Абдулла     |
| 2023 | Преисподняя 2        | Underverden II         | Заид              |
| 2024 | Надзирательница      | Vogter                 | Рами              |

Телевидение
| Год       | Название           | Название в оригинале     | Роль                       | Примечания                 |
| --------- | ------------------ | ------------------------ | -------------------------- | -------------------------- |
| 2010—2011 | Правительство      | Borgen                   | Амир Диван                 | 11 серий                   |
| 2011      | Игра престолов     | Game of Thrones          | Квото                      | 6 серий                    |
| 2013—2016 | Дикте Свендсен     | Dicte                    | Бо Скютте                  | 30 серий                   |
| 2013      | Мост               | Bron / Broen             | Петер                      | 4 серии                    |
| 2014—2023 | Место преступления | Tatort                   | Хасан Нидал, Мадс Андерсен | 4 серии                    |
| 2016—2018 | Прилив             | Springfloden             | Аббас эль Фасси            | 14 серий                   |
| 2018—2019 | Капкан             | Ófærð                    | Джамаль Аль Осман          | 4 серии                    |
| 2024      | Джентльмены        | The Gentlemen            | Феликс                     | серия Tackle Tommy Woo Woo |
|           | Допрос президента  | Debriefing the President | Самир                      |                            |